# 24 (telessérie)
24 (24 Horas no Brasil) é uma série de televisão norte-americana produzida para a rede Fox, criada por Joel Surnow e Robert Cochran, e estrelada por Kiefer Sutherland, como agente federal da Unidade Contra-Terrorismo (UCT) Jack Bauer e Elisha Cuthbert como sua filha no papel de Kimberly Bauer. Cada temporada de 24 episódios cobre 24 horas de um dia da vida de Bauer, usando o método da narração em tempo real.
Transmitida pela primeira vez em 6 de novembro de 2001, o programa teve 192 episódios ao longo de nove temporadas, com o último episódio indo ao ar em 24 de maio de 2014. Além dos episódios, o filme para televisão 24: Redemption foi transmitido entre a sexta e a sétima temporada, e a minissérie 24: Live Another Day com 12 episódios que foi ao ar às 22h, no canal Fox (TV paga), em 6 de maio de 2014. 24: legacy, uma nova série que caracterizam novos personagens, estreou em 5 de Fevereiro de 2017, após o Super Bowl 51.
Bauer é o único personagem a aparecer em todas as temporadas e o único a aparecer em todos os episódios, apesar da filha, Kim Bauer ser a coadjunvante. A série começou com ele trabalhando na Unidade Contra Terrorista (UCT) de Los Angeles, onde ele é caracterizado como um agente muito competente, porém segue a filosofia do "fins justificam os meios" sem se preocupar com as implicações morais de suas ações e as consequências delas. Através da série a maioria dos acontecimentos ocorrem como um thriller político. Um elemento recorrente é Bauer correndo contra o relógio enquanto tenta impedir múltiplas ameaças terroristas, incluindo tentativas de assassinato ao senador e o presidente, ameaças nucleares, biológicas e químicas, ataques cibernéticos e conspirações envolvendo o governo e poderosas companhias.
24 horas recebeu aclamação da crítica, ganhando vários prémios ao longo das suas nove temporadas, incluindo Melhor Série Dramática nos Prêmios Globo de Ouro de 2002 e Melhor Série Dramática nos Prémios Emmy do Primetime de 2006. Na conclusão de sua oitava temporada,  tornou-se a mais longa série de espionagem da história passando Mission: Impossible e The Avengers. Em uma lista feita entre as séries mais influentes da década, 24 ficou na 4ª posição.

## Sinopse

### Premissa
A natureza de tempo real do programa é enfatizada pelo relógio digital que aparece antes e depois dos intervalos comerciais e/ou troca significativa de cenas e acontecimentos. Relógios menores e silenciosos aparecem durante a narrativa, entre intervalos comerciais. O horário mostrado é o horário do mundo da história. A narrativa quase sempre coloca eventos futuros na "próxima hora", indicando que o evento ocorrerá no próximo episódio.
24 usa um relógio de 12 horas em vez de um de 24 horas. Apesar de indicações de "am" ou "pm" não serem usadas durante o episódio, elas são usadas na abertura.
Cada episódio dura aproximadamente 43 minutos sem comerciais, como é comum para programas e curtas-metragens de uma hora em emissoras comerciais. O tempo continua a passar durante os intervalos, com o tempo exato sendo mostrado pelo relógio digital no começo e no final de cada ato. Eventos mundanos, como viagens, refeições, necessidades fisiológicas, subentende que ocorrem durante os intervalos, assim, esses eventos em sua maior parte não são vistos. Os episódios de estreia da segunda e terceira temporada foram ao ar sem interrupções de comerciais, com a exceção do comercial do patrocinador da série, a Ford, no começo e no final.
Para manter o aspecto de tempo real, câmeras lentas não são usadas em 24. A série também não usa 'flashbacks', com a exceção do último episódio da primeira temporada. Assistindo continuamente sem intervalos comerciais, cada temporada dura aproximadamente 17 horas.
Quando o relógio principal é mostrado, uma batida (bipe) sonora característica é ouvida a cada segundo passado. Entretanto, após momentos extremamente emocionais, como a morte de um personagem principal, o relógio ira transcorrer sem a batida, com o barulho ambiente (se houver algum) no lugar. Os produtores e fãs denominaram o momento como "relógio silencioso", e seu uso virou uma marca do programa. O relógio silencioso foi usado onze vezes; seis para a morte de algum personagem importante, em sinal de luto. No último episódio da série, o relógio conta regressivamente pela única vez, indo de 00:00:03 para 00:00:00.
A primeira temporada (Piloto) começou à meia noite, e durante o nono episódio (8:00-9:00) Jack menciona que já está acordado há 24 horas. Nas séries subsequentes a história começa pela manhã. As temporadas dois e sete começam às 8:00, a quarta e a quinta começam às 7:00, a sexta começou às 6:00, a terceira começou às 13:00 e a oitava às 16:00.
A ação muda para diferentes locais, traçando as aventuras de diferentes personagens envolvidos na trama.

### Resumo
A primeira temporada começa e termina a meia noite no dia das eleições presidenciais primárias da Califórnia em Los Angeles. A tarefa de Jack Bauer é proteger o candidato David Palmer de uma tentativa de assassinato e resgatar sua família daqueles que tramam o assassinato, que buscam retaliação ao envolvimento de Jack e Palmer em uma missão do exército americano nos Balcãs.
A segunda temporada começa e termina às 8:00 em Los Angeles, se passando 18 meses após a primeira temporada. Jack deve impedir que uma bomba nuclear seja detonada no centro da cidade. Depois ele deve ajudar o Presidente Palmer provar quem é responsável pela ameaça. Isso é necessário para impedir uma guerra infundada entre os Estados Unidos e os países do Oriente Médio.
A terceira temporada começa e termina às 13:00 em Los Angeles, se passando três anos depois da segunda temporada. Lutando contra um vício de heroína adquirido em uma missão infiltrado em um Cartel Mexicano, Jack precisa se reinfiltrar no cartel para adquirir um perigoso vírus. Enquanto isso, o Presidente Palmer está se preparando para um debate. Mais tarde, Jack e Palmer devem cooperar com o terrorista Stephen Saunders, que eventualmente toma posse do vírus.
A quarta temporada começa e termina às 7:00 em Los Angeles, se passando 18 meses após a terceira temporada. Jack deve salvar a vida do Secretário de Defesa e seu novo chefe, James Heller, e sua filha, Audrey Raines (que está envolvida romanticamente com Jack), quando eles são sequestrados por terroristas. Os mesmos terroristas lançam outros ataques ao país, forçando Jack a usar métodos "não ortodoxos" para impedi-los, que terão consequências para Jack e os EUA.
A quinta temporada começa e termina às 7:00 em Los Angeles, se passando 18 meses após a quarta temporada. Acredita-se que Jack está morto, com a exceção de seus amigos mais próximos. Ele é forçado a se revelar quando alguns de seus amigos são mortos e ele é culpado. Terroristas com contatos no governo dos Estados Unidos tentam roubar um gás neurotóxico para proteger os interesses americanos no petróleo da Ásia. Jack descobre a conspiração e tenta impedi-la. e no final consegue.
A sexta temporada começa e termina às 6:00 em Los Angeles, se passando 20 meses depois da quinta temporada. Jack é solto após ficar 20 meses preso na China. Terroristas planejam explodir maletas nucleares nos EUA e Jack deve impedi-los. Depois, Jack deve escolher entre seus entes queridos e a segurança nacional quando os chineses requerem a posse de um aparelho que vai começar uma guerra entre os EUA e a Rússia.

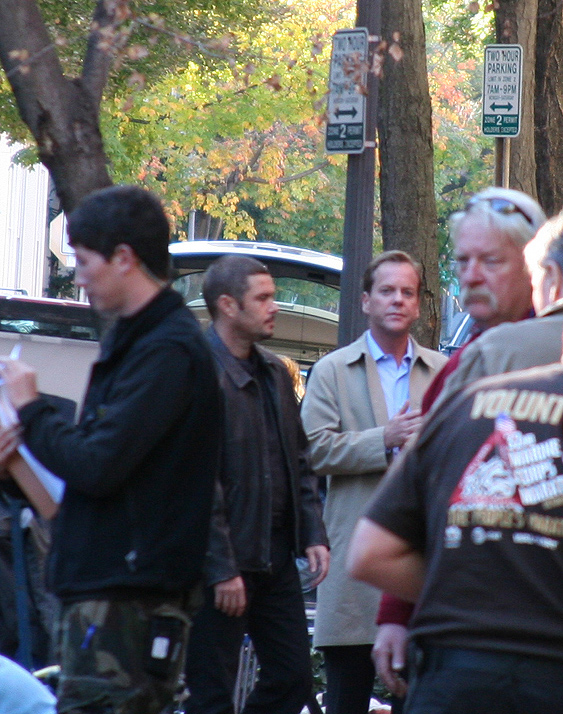
Kiefer Sutherland e Tony Almeida em Washington para as filmagens da sétima temporada em 2007

Devido a greve dos roteiristas dos Estados Unidos entre 2007 e 2008, a sétima temporada foi adiada em um ano. Para ligar o ano de intervalo entre as duas temporadas, Redemption foi produzido. Foi um filme para a televisão que foi ao ar em 23 de novembro de 2008. Se passando três anos e meio depois da sexta temporada, Jack se encontra em um golpe militar na nação africana de Sangala. Enquanto isso, nos EUA, é o dia em que a Presidente Allison Taylor toma posse.
A sétima temporada começa e termina às 8:00 em Washington, D.C., se passando 65 dias após Redemption. Jack recebe ajuda do FBI e de seus antigos colegas quando um firewall responsável por proteger a infraestrutura dos computadores do governo é hackeado pelas mesmas pessoas responsáveis pelos conflitos em Sangala. Jack deve juntar evidências para iniciar as prisões, alguns dentro do governo de Taylor, mas não antes de um ataque a Casa Branca começar. Mais tarde, uma companhia militar privada tenta lançar uma arma biológica no solo americano, que em certo ponto estão trabalhando com o antigo amigo de Jack, Tony Almeida.
A oitava temporada começa e termina às 16:00 em Nova Iorque, se passando 18 meses após a sétima temporada. Jack está para voltar para Los Angeles com sua filha Kim, seu marido e sua filha Teri; quando ele é trazido a UCT para investigar um plano para assassinar o Presidente da ONU e do Camistão, Omar Hassan, durante negociações de paz com a Presidente Taylor. A Rússia teme que esse acordo de paz vai ameaçar seu poder. Isso leva a extremistas islâmicos criar uma bomba suja, que eles ameaçam detonar a menos que Hassan se entregue. Mais tarde, Jack busca vingança pela morte de Renee Walker, devido a uma conspiração iniciada por Charles Logan e aprovada por Taylor. No final, Jack é perseguido pelo governo americano e por outros, procurando vingança por suas ações.
A Live Another Day começa e termina às 11:00 em Londres, passando-se quatro anos após os acontecimentos da oitava temporada. Na última temporada, o agente Jack Bauer, tornou-se um fugitivo da justiça americana, porém deixa seu esconderijo para interceptar um ataque terrorista, orquestrado por Margot Al-Harazi, enquanto é perseguido pela CIA por ordens do novo presidente dos EUA, James Heller.

## Elenco e personagens
24 é conhecida por fazer grandes mudanças no elenco principal em cada temporada. O único membro do elenco regular em todas as temporadas é Kiefer Sutherland. Ele é o único ator a aparecer em todos os 192 episódios e no filme para televisão, 24: Redemption. Glenn Morshower, que interpreta Aaron Pierce, fez aparições em sete temporadas.
Devido a natureza imprevisível da história de cada temporada, os personagens principais mudam com frequência. Mais frequentemente nas primeiras temporadas, um personagem poderia começar com um papel coadjuvante antes de ser promovido a um papel regular na temporada seguinte. As únicas vezes que um ator foi promovido a personagem principal no meio da temporada foi na quarta temporada, com Lana Parrilla e Roger Cross. Jude Ciccolella nunca foi um regular, apesar de ser o oitavo ator em termos de aparições na série.
Um crédito de "Ator Convidado" é usado para atores, como Dennis Hopper, Sean Astin, Powers Boothe, James Cromwell e Robert Carlyle. Também foi usado para antigos regulares fazendo aparições recorrentes na série.
O crédito de "Participação especial por" foi usado para o retorno de Dennis Haysbert na quarta e quinta temporada, e para Jon Voight na sétima temporada.

### Elenco principal

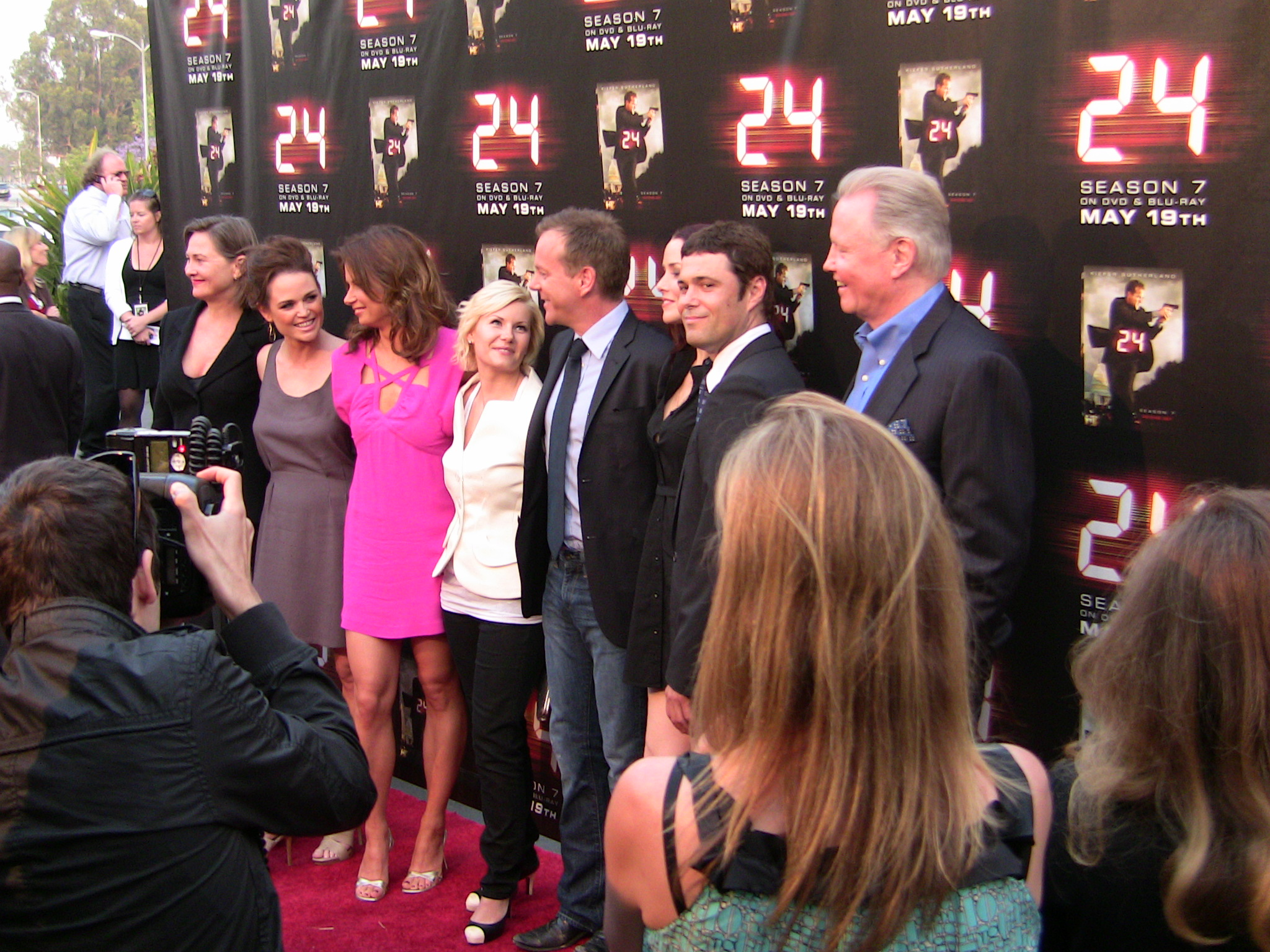
O elenco da série na sétima temporada em 2009, Los Angeles. Da esquerda para direita: Cherry Jones, Sprague Grayden, Mary Lynn Rajskub, Elisha Cuthbert, Kiefer Sutherland, Annie Wersching, Carlos Bernard e Jon Voight

| Ator/Atriz           | Personagem       | Episódios | Temporadas | Temporadas | Temporadas | Temporadas | Temporadas | Temporadas | Temporadas       | Temporadas | Temporadas | Temporadas       |  |
| Ator/Atriz           | Personagem       | Episódios | 1ª         | 2ª         | 3ª         | 4ª         | 5ª         | 6ª         | Filme Redemption | 7ª         | 8ª         | Live Another Day |  |
| -------------------- | ---------------- | --------- | ---------- | ---------- | ---------- | ---------- | ---------- | ---------- | ---------------- | ---------- | ---------- | ---------------- |  |
| Kiefer Sutherland    | Jack Bauer       | 192       | Regular    | Regular    | Regular    | Regular    | Regular    | Regular    | Regular          | Regular    | Regular    | Regular          |  |
| Sarah Clarke         | Nina Myers       | 36        | Regular    | Recorrente | Recorrente |            |            |            |                  |            |            |                  |  |
| Elisha Cuthbert      | Kim Bauer        | 79        | Regular    | Regular    | Regular    |            | Recorrente |            |                  | Recorrente | Recorrente |                  |  |
| Dennis Haysbert      | David Palmer     | 80        | Regular    | Regular    | Regular    | Recorrente | Recorrente |            |                  |            |            |                  |  |
| Glenn Morshower      | Aaron Pierce     | 49        | Regular    | Regular    | Regular    | Regular    | Regular    | Regular    |                  | Regular    |            |                  |  |
| Penny Johnson Jerald | Sherry Palmer    | 45        | Regular    | Regular    | Recorrente |            |            |            |                  |            |            |                  |  |
| Carlos Bernard       | Tony Almeida     | 115       | Regular    | Regular    | Regular    | Regular    | Regular    |            |                  | Regular    |            |                  |  |
| Reiko Aylesworth     | Michelle Dessler | 62        |            | Regular    | Regular    | Regular    | Regular    |            |                  |            |            |                  |  |
| Mary Lynn Rajskub    | Chloe O'Brian    | 125       |            |            | Regular    | Regular    | Regular    | Regular    |                  | Regular    | Regular    | Regular          |  |
| Kim Raver            | Audrey Raines    | 52        |            |            |            | Regular    | Regular    | Recorrente |                  |            |            | Regular          |  |
| James Morrison       | Bill Buchanan    | 64        |            |            |            | Regular    | Regular    | Regular    |                  | Regular    |            |                  |  |
| Gregory Itzin        | Charles Logan    | 44        |            |            |            | Recorrente | Regular    | Recorrente |                  |            | Recorrente |                  |  |
| Louis Lombardi       | Edgar Stiles     | 37        |            |            |            | Recorrente | Regular    |            |                  |            |            |                  |  |
| D. B. Woodside       | Wayne Palmer     | 48        |            |            | Recorrente |            | Recorrente | Regular    |                  |            |            |                  |  |
| Cherry Jones         | Allison Taylor   | 43        |            |            |            |            |            |            | Regular          | Regular    | Regular    |                  |  |
| Annie Wersching      | Renee Walker     | 37        |            |            |            |            |            |            |                  | Regular    | Regular    |                  |  |

### Personagens Recorrentes Notáveis
24 possui um grande número de personagens recorrentes em cada temporada. Abaixo estão os personagens recorrentes com mais de 10 episódios, ou apareceram em múltiplas temporadas, ou tiveram um papel importante; listados por temporada. R se refere ao filme Redemption.
| Ator                 | Personagem            | Episódios | Temporadas |
| -------------------- | --------------------- | --------- | ---------- |
| Karina Arroyave      | Jayme Farrell         | 10        | 1          |
| Daniel Bess          | Rick Allen            | 18        | 1          |
| Mia Kirshner         | Mandy                 | 7         | 1; 2; 4    |
| Michael Massee       | Ira Gaines            | 12        | 1          |
| Vicellous Shannon    | Keith Palmer          | 13        | 1; 2       |
| Jude Ciccolella      | Mike Novick           | 58        | 1; 2; 4; 5 |
| Zeljko Ivanek        | Andre Drazen          | 14        | 1          |
| Paul Schulze         | Ryan Chappelle        | 23        | 1; 2; 3    |
| Dennis Hopper        | Victor Drazen         | 5         | 1          |
| Michelle Forbes      | Lynne Kresge          | 18        | 2          |
| Phillip Rhys         | Reza Naiyeer          | 10        | 2          |
| Laura Harris         | Marie Warner          | 14        | 2          |
| John Terry           | Bob Warner            | 12        | 2          |
| Daniel Dae Kim       | Tom Baker             | 11        | 2; 3       |
| Lourdes Benedicto    | Carrie Turner         | 10        | 2          |
| Joaquim de Almeida   | Ramon Salazar         | 12        | 3          |
| Christina Chang      | Sunny Macer           | 11        | 3; 7       |
| Zachary Quinto       | Adam Kaufman          | 23        | 3          |
| Vincent Laresca      | Hector Salazar        | 12        | 3          |
| Vanessa Ferlito      | Claudia Hernandez     | 11        | 3          |
| Jesse Borrego        | Gael Ortega           | 14        | 3          |
| Geoff Pierson        | John Keeler           | 19        | 3; 4       |
| Paul Blackthorne     | Stephen Saunders      | 10        | 3          |
| Nestor Serrano       | Navi Araz             | 10        | 4          |
| Shohreh Aghdashloo   | Dina Araz             | 12        | 4          |
| Jonathan Ahdout      | Behrooz Araz          | 12        | 4          |
| James Frain          | Paul Raines           | 10        | 4          |
| Arnold Vosloo        | Habib Marwan          | 17        | 4          |
| John Allen Nelson    | Walt Cummings         | 12        | 4; 5       |
| Kim Raver            | Audrey Raines         | 54        | 4; 5; 6; 9 |
| Tzi Ma               | Cheng Zi              | 12        | 4; 5; 6    |
| Sandrine Holt        | Evelyn Martin         | 10        | 5          |
| Nick Jameson         | Yuri Suvarov          | 15        | 5; 6; 8    |
| Julian Sands         | Vladimir Bierko       | 11        | 5          |
| Peter Weller         | Christopher Henderson | 11        | 5          |
| Paul McCrane         | Graem Bauer           | 8         | 5; 6       |
| Stephen Spinella     | Miles Papazin         | 10        | 5          |
| Adoni Maropis        | Abu Fayed             | 15        | 6          |
| Rena Sofer           | Marilyn Bauer         | 12        | 6          |
| Evan Ellingson       | Josh Bauer            | 10        | 6          |
| James Cromwell       | Phillip Bauer         | 8         | 6          |
| Powers Boothe        | Noah Daniels          | 14        | 6; R       |
| Kari Matchett        | Lisa Miller           | 10        | 6          |
| Ricky Schroder       | Mike Doyle            | 12        | 6          |
| Hakeem Kae-Kazim     | Ike Dubaku            | 9         | R; 7       |
| Frank John Hughes    | Tim Woods             | 24        | 7; 8       |
| Jon Voight           | Jonas Hodges          | 10        | R; 7       |
| Sprague Grayden      | Olivia Taylor         | 14        | 7          |
| Necar Zadegan        | Dalia Hassan          | 20        | 8          |
| Nazneen Contractor   | Kayla Hassan          | 21        | 8          |
| TJ Ramini            | Tarin Faroush         | 11        | 8          |
| Mido Hamada          | Samir Mehran          | 10        | 8          |
| Sarah Wynter         | Kate Warner           | 25        | 2; 3       |
| Alberta Watson       | Erin Driscoll         | 12        | 4          |
| Lana Parrilla        | Sarah Gavin           | 12        | 4          |
| William Devane       | James Heller          | 20        | 4; 5; 6; 9 |
| Colm Feore           | Henry Taylor          | 12        | R; 7       |
| Rhys Coiro           | Sean Hillinger        | 10        | 7          |
| Janeane Garofalo     | Janis Gold            | 21        | 7          |
| Mykelti Williamson   | Brian Hastings        | 17        | 8          |
| Katee Sackhoff       | Dana Walsh            | 20        | 8          |
| Chris Diamantopoulos | Rob Weiss             | 12        | 8          |
| John Boyd            | Arlo Glass            | 24        | 8          |
| Freddie Prinze, Jr.  | Cole Ortiz            | 24        | 8          |
| Bob Gunton           | Ethan Kanin           | 31        | 6; R; 7; 8 |
| Jeffrey Nordling     | Larry Moss            | 19        | 7          |
| Leslie Hope          | Teri Bauer            | 24        | 1          |
| Xander Berkeley      | George Mason          | 27        | 1; 2       |
| Roger Cross          | Curtis Manning        | 44        | 4; 5; 6    |
| Anil Kapoor          | Omar Hassan           | 15        | 8          |
| Peter MacNicol       | Tom Lennox            | 24        | 6; R       |
| Jayne Atkinson       | Karen Hayes           | 30        | 5; 6       |
| Carlo Rota           | Morris O'Brian        | 29        | 5; 6; 7    |
| Eric Balfour         | Milo Pressman         | 28        | 1; 6       |
| Marisol Nichols      | Nadia Yassir          | 24        | 6          |
| Regina King          | Sandra Palmer         | 9         | 6          |
| Jean Smart           | Martha Logan          | 24        | 5; 6       |
| James Badge Dale     | Chase Edmunds         | 24        | 3          |
| Will Patton          | Alan Wilson           |           | R; 7       |

## Produção

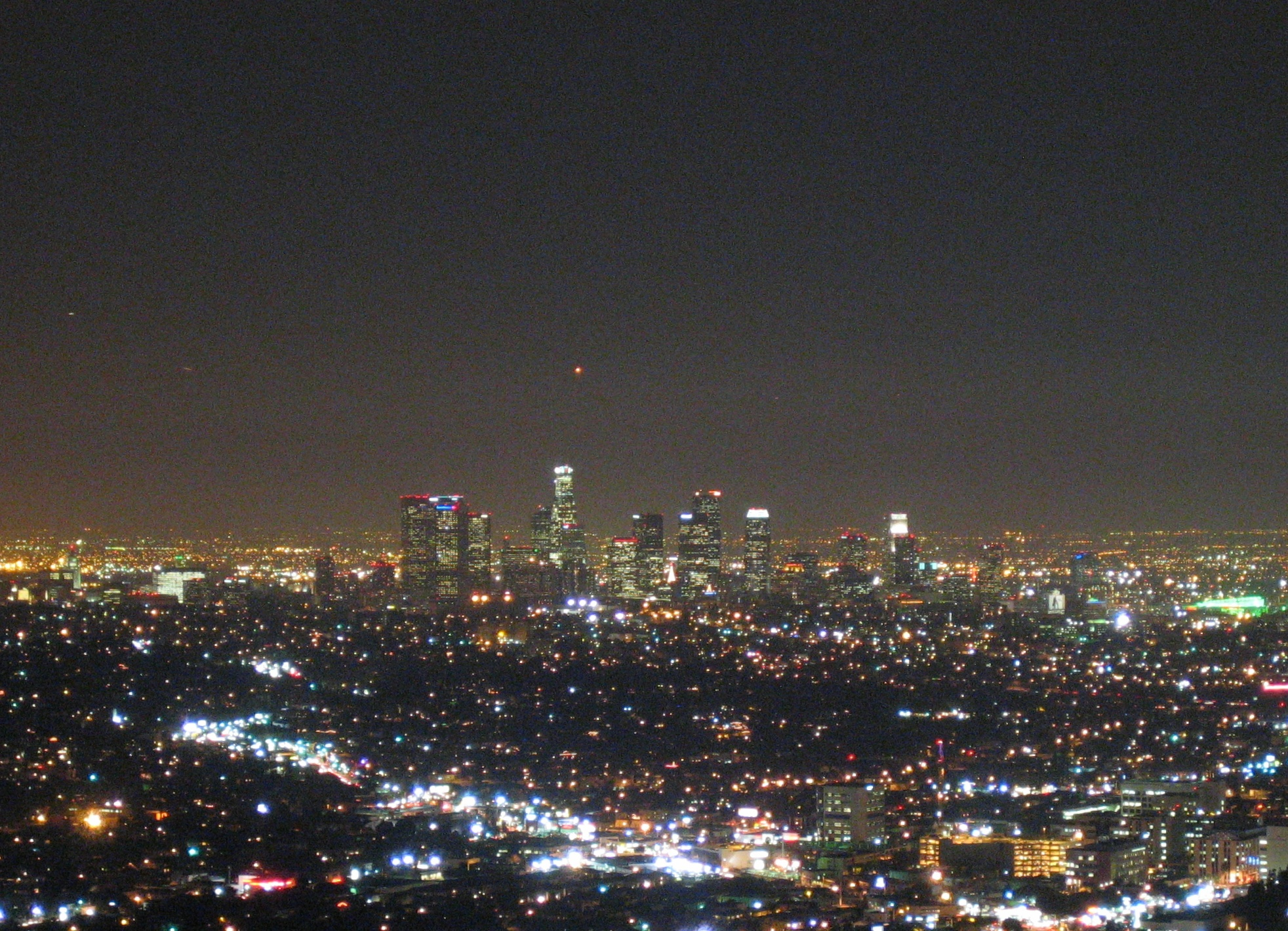
Los Angeles, onde ocorreu a maioria das filmagens iniciais

### Concepção
A ideia para a série veio pela primeira vez do produtor executivo Joel Surnow, que inicialmente teve a ideia de um programa de TV com 24 episódios em uma temporada. Cada episódio seria uma hora de duração, ocorrendo ao longo de um único dia. Ele discutiu a ideia por telefone com o produtor Robert Cochran, cuja primeira resposta foi "Esqueça isso, essa é a pior ideia que já ouvi, ele nunca vai funcionar e que é muito difícil ". Eles se encontraram no dia seguinte na International House of Pancakes em Woodland Hills, Los Angeles, para discutir a ideia desta série de ação-espionagem que usou o formato de tempo real para criar tensão dramática com uma corrida contra o relógio.

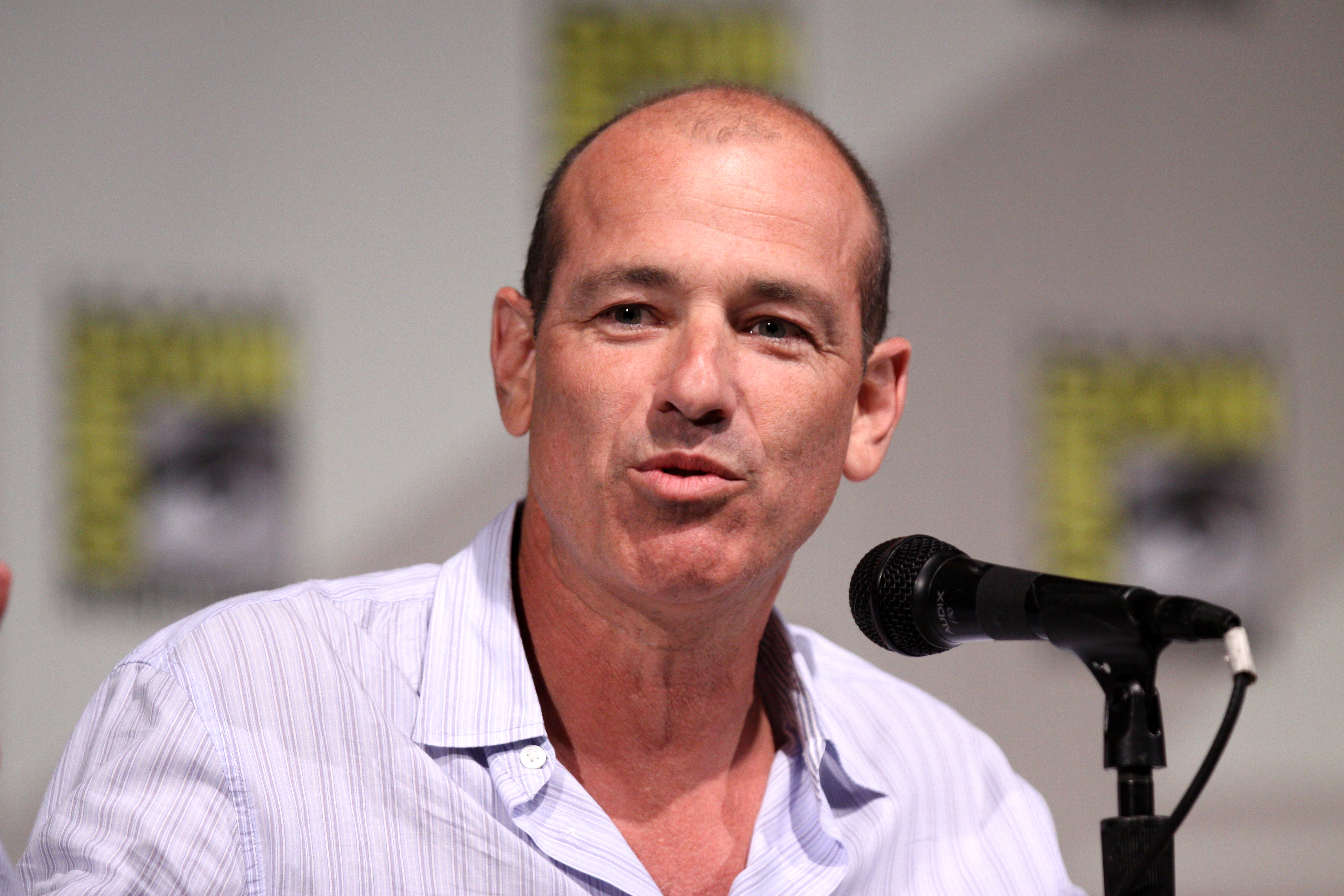
Howard Gordon, o principal escritor da série

O episódio piloto de 24 foi lançado para Fox que imediatamente comprou-o, dizendo que eles sentiram que a ideia para a série foi "mover a forma de televisão para a frente". O episódio teve um orçamento 4 milhões de dólares, com as filmagens em março de 2001 . O set da CTU foi inicialmente feito em um escritório da Fox Sports. A série era para ser filmada em Toronto, mas devido à variabilidade meteorológica canadense, Los Angeles foi escolhida como local de filmagem.
A primeira temporada da série foi bem recebida pela crítica, inicialmente, foi assinada para 13 episódios. A produção começou em julho de 2001, e a estreia estava prevista para 30 de outubro, mas por causa dos ataques de 11 de setembro, foi retardada para 6 de novembro. Os outros 11 episódios foram encomendados depois, após uma reação positiva dos telespectadores. Por esse motivo, após às 12 primeiras horas é concluída as principais ameaças com a família de Jack sendo resgatada junto com ele pelo helicóptero da UCT, as fugas e as mortes dos vilões, gerando então, uma nova (ou permanência), o atentado contra o Senador David Palmer e à família de Jack. Depois de Kiefer Sutherland ter vencido o Golden Globe por sua atuação nos primeiros 10 episódios, a audiência do programa aumentou, levando a Fox encomendar uma segunda temporada.
A sétima temporada, originalmente agendada para estrear em 13 de janeiro de 2008, foi adiada no início da Greve dos Roteiristas dos Estados Unidos. Para garantir uma temporada ininterrupta, uma marca do programa desde sua quarta temporada em janeiro de 2005, ela foi adiada em um ano até janeiro de 2009. Para compensar o adiamento da temporada, o programa retornou em 23 de novembro de 2008, com o filme para televisão 24: Redemption, que se passa quase quatro anos depois da sexta temporada e arma a história para a sétima temporada.

### Projeto
Apesar de não ser a primeira a fazê-lo, 24 abraçou o conceito de tempo real. Esta ideia começou quando o produtor Joel Surnow pensou na ideia de fazer "24 episódios de uma temporada, com cada episódio com duração de uma hora." Eles decidiram que a ideia de tempo real, teve que fazer o show de uma "corrida contra o relógio". Cada episódio tem lugar ao longo de uma hora, com o tempo de continuar a decorrer durante os intervalos comerciais. O tempo exato é indicado pelo visor do relógio digital no início e final de cada segmento. O protocolo é que os eventos mundanos, como viagens, às vezes ocorrem durante os intervalos comerciais e, portanto, esses eventos são em grande parte invisíveis. O tempo da história se correlaciona com o tempo de visualização decorrido, os episódios são transmitidos com intervalos comerciais de duração definida inserida nos pontos prescritos pelo episódio. De acordo com a representação de eventos em tempo real, 24 não utiliza técnicas de câmera lenta. A série também não usa flashbacks, exceto uma vez durante no final da primeira temporada. Assistidas continuamente sem anúncios, cada temporada iria correr aproximadamente 17 horas.

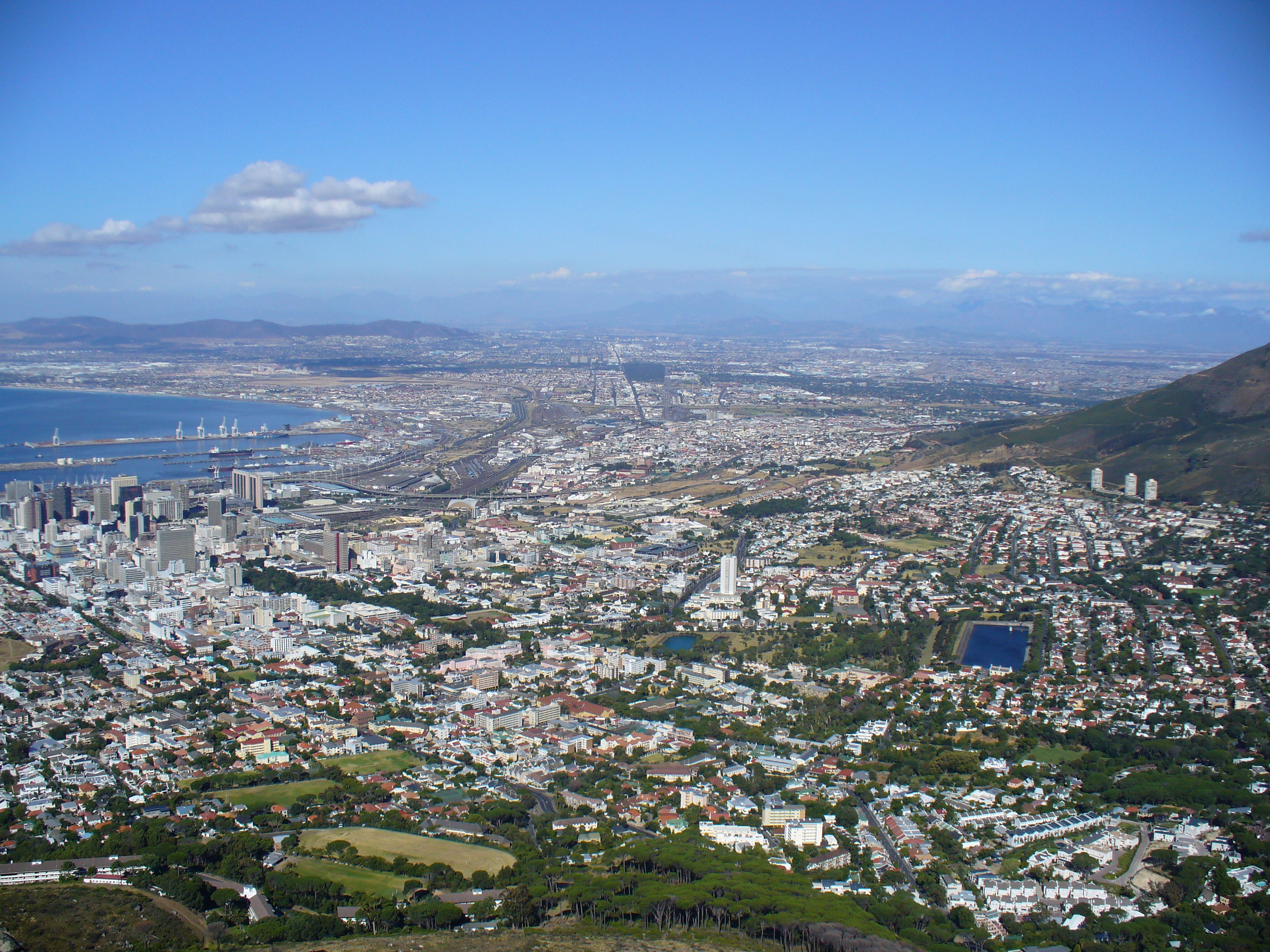
A maior parte de Redemption foi filmada em locações ao redor da Cidade do Cabo, África do Sul.

### Cenário
As primeiras seis temporadas se passam principalmente em Los Angeles e outras localidades da Califórnia por perto, tanto reais como fictícias. Outros locais também apareceram. Partes da quarta e sexta temporadas e Redemption se passaram em Washington, D.C.. A primeira metade da terceira temporada se passou parcialmente no norte do México. Redemption se passa principalmente na nação africana ficcional de Sangala. A sétima temporada se passa em Washington, D.C.. A oitava se passa em Nova York.

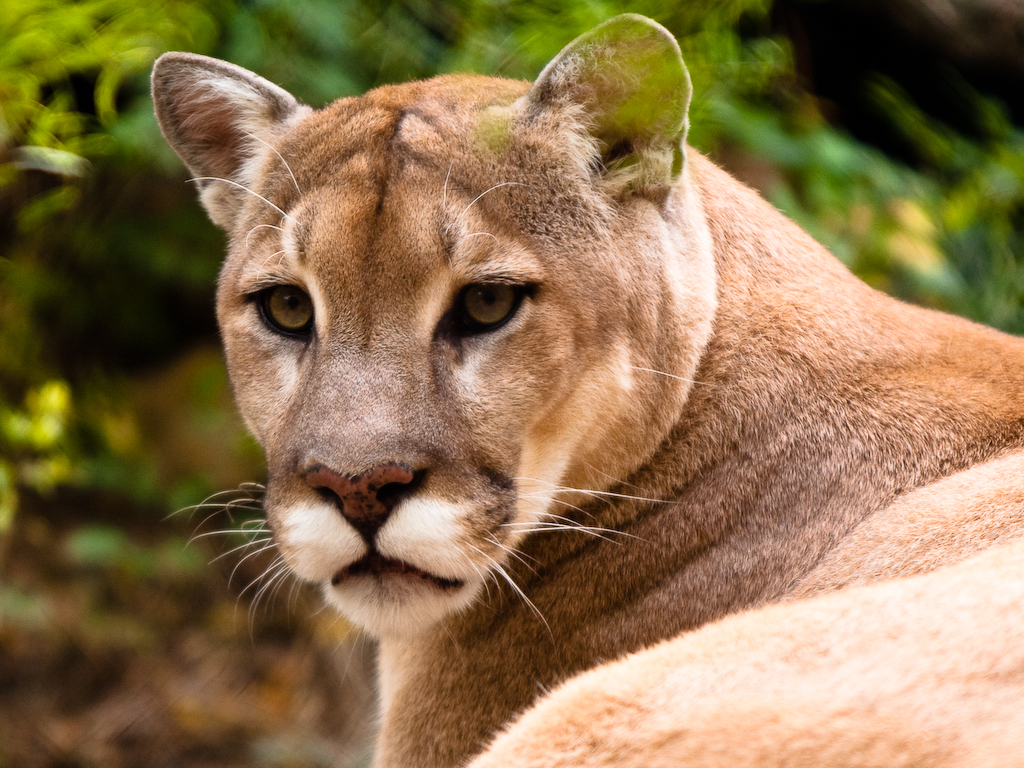
Uma cena na segunda temporada, onde Kim Bauer encontra um puma na floresta, tornou-se simbólica de algumas das incursões da série em subtramas pobres. O puma é uma popular piada entre os fãs e críticos.

O principal cenário da série é a fictícia Unidade Contra Terrorismo (CTU). Seu escritório é composto por dois departamentos principais: operações de campo, o que implica que confrontar e apreender suspeitos, e Comunicações, que reúne inteligência e auxilia aqueles que trabalham em operações de campo. Escritórios da CTU são estabelecidos em várias cidades, enquanto em si CTU é uma agência fictícia, várias entidades com nomes ou funções semelhantes, como o Centro Nacional de Contraterrorismo, surgiram desde a estreia da série na televisão. Em 2003, durante as filmagens, quando Kim Bauer encontra perdida na selva e acaba deparando-se com um leão da montanha, a atriz Elisha Cuthbert que interpreta a personagem, acabou sendo mordida enquanto conhecia o animal.
| “ | O treinador disse que eu deveria conhecer o animal antes da filmagem. Então eu tentei dizer 'oi' e ele deu uma grande mordida na minha mão, explicou Elisha. "Eu nunca sangrei tanto em toda minha vida. Entrei em pânico", disse ela. | ” |

Elisha conseguiu  se recuperar e voltou às gravações do seriado.

### Unidade Contra Terrorista (UCT)
O cenário principal do programa, tendo aparecido em sete das oito temporadas, é a ficcional "Unidade Contra Terrorista" (UCT), uma agência governamental com a tarefa de impedir atos terroristas contra os Estados Unidos. Jack Bauer já foi empregado e implantado pela UCT em todas as temporadas com a exceção da sétima, onde a Federal Bureau of Investigation (FBI), de Washington, D.C., serviu como a agência da lei principal da temporada, devido ao fato da UCT ter sido dissolvida ao final da sexta temporada por abusos dos direitos humanos.
Um escritório da UCT consiste em dois departamentos principais, apesar de um lado ser mais dividido que o outro. Um dos departamentos lida com operações de campo, preparando e enviando equipes para confrontar e apreender ameaças, algumas vezes com a ajuda de departamentos de polícia locais e/ou a SWAT. Um agente de campo precisa ter treino em combate e alta competência no uso de armas de fogo, e são geralmente veteranos das forças armadas. O outro departamento emprega "analistas de dados", civis que ficam na central e cuidam de uma variedade de trabalhos: providenciar telemetria via imagens de satélite, decifrar informações de inteligência, hackear computadores inimigos e tentar ficar atualizado com os acontecimentos do momento. Esses analistas são divididos em departamentos de comunicação, departamentos de logística e departamentos de inteligência. A UCT, e também a própria série, são um fruto da Era da Informação. O escritório também emprega pessoal médico, porque a UCT abriga um centro médico em suas instalações; equipados com salas de operação e doutores. Também há seguranças e empregados de manutenção.
Apesar de apenas dois escritórios da UCT terem aparecido em detalhe na série (de Nova York na oitava temporada e de Los Angeles nas seis primeiras), eles possuem características físicas em comum: uma grande área aberta onde os analistas e agentes não-ativos congregam; celas de detenção e interrogação de suspeitos; várias salas de servidores para o hardware dos computadores; um departamento médico; e salas isoladas para o Agente Especial no Comando e para o Diretor de Operações de Campo.
Escritórios da UCT são estabelecidos em várias cidades; a terceira temporada cita escritórios em Austin, San Francisco, Nova York e Washington, D.C.. Estas unidades "domésticas" respondem à "Divisão"; acima da Divisão está o "Distrito"; que supervisa áreas muito maiores.
Apesar da natureza de alto risco de suas operações, seria de esperar uma melhor seleção dos funcionários. É frequente aparições de agente duplo entre o pessoal do escritório. Também é frequente o escritório da Divisão enviar um novo funcionário para substituir o diretor inicial, este personagem é geralmente obstrutivo e burocrático, que insiste em seguir as regras. Jack, e outra pequena parcela de funcionários, são conhecidos por burlar as regras se o progresso de alguma missão ou a vida de algum inocente está em jogo. A UCT LA e a UCT NY também foram fisicamente atacadas; o escritório de NY sofreu um ataque de EMP durante o dia 8, e a UCT LA foi bombardeado no dia 2, atacado por um vírus no dia 3, atacado por um gás nervoso no dia 5 e foi fisicamente tomada pelos chineses no dia 6.

### Conclusão da série
Em 26 de março de 2010, um comunicado foi emitido pela Fox, que explicou que a oitava temporada iria concluir a série original. Kiefer Sutherland deu uma declaração:
| “ | "Este tem sido o papel de uma vida, e eu nunca vou ser capaz de expressar plenamente o meu apreço a todos os que tornaram possível. Enquanto o fim da série é agridoce, que sempre quisemos 24 para terminar com uma nota alta, de modo que a decisão de fazer a oitava temporada nossa última, foi que todos nós estamos de acordo. Este parece ser o culminar de todos os nossos esforços de escritores para os atores para a nossa equipe fantástica e todos na Fox. Olhando para o futuro, Howard Gordone eu estamos animado sobre a oportunidade de criar a versão para o cinema de 24.Mas quando tudo estiver dito e feito, é a base de fãs em todo o mundo leal que tornou possível para mim ter a experiência de desempenhando o papel de Jack Bauer, e por isso eu sou eternamente grato. | ” |

O produtor executivo Joel Surnow e o showrunner Howard Gordon também foi uma parte integrante da decisão. Ele foi disse:
| “ | Kiefer e eu amamos cada minuto ao fazer 24, mas todos nós acreditamos que agora é o momento certo para chamá-lo um dia. E encho de sentimentos de gratidão a incrível equipe de criação do programa, bem como o estúdio e a rede que sempre acreditaram em nós e nos mostrou apoio inacreditável. | ” |

Peter Rice, presidente de entretenimento do Grupo Fox Networks disse: "24 é muito mais do que apenas um programa de TV - que redefiniu o gênero drama e criou um dos ícones de ação mais admirados da história da televisão." Kevin Reilly, presidente de entretenimento da Fox Broadcasting Company acrescentou: "Estamos extremamente orgulhosos desta série inovadora e será eternamente grato a Kiefer, os produtores, o elenco e a equipe por tudo o que colocar em 24 ao longo dos anos. Tem  sido verdadeiramente incrível e inesquecível. O episódio final da oitava temporada foi ao ar em 24 de maio de 2010.

### Relação a outras produções
Imediatamente antes de 24, séries co-criadas por Joel Surnow e Robert Cochran, produtor executivo de La Femme Nikita para toda sua carreira de cinco anos na USA Network . Ambos tratam de operações anti-terroristas, e os personagens principais de ambas as séries são colocados em situações onde eles devem fazer uma escolha trágica, a fim de servir o bem maior. Existem inúmeras conexões criativas dentro e fora da tela entre 24 e La Femme Nikita. Vários atores da série têm retratado papéis semelhantes em 24, uma série de conceitos da história de La Femme Nikita foram revisitados em 24, e muitas das pessoas do seriado trabalharam em 24 em seu mesmo papel.
Semelhante ao filme de 1997, Air Force One, 24 contou com o presidente do pessoal jumbo jet (Air Force One). Air Force One foi apresentado em 24 nas temporadas 2 e 4. Air Force Two (carregando o vice-presidente, mas não o presidente) foi destaque na sexta temporada. Vários atores caracterizados em 24, como Xander Berkeley, Glenn Morshower, Wendy Crewson, Timothy Carhart, Jürgen Prochnow, Tom Everett e Spencer Garrett também apareceram no filme Air Force One. A 25ª emenda, que trata da sucessão à Presidência e estabelece os procedimentos para o preenchimento de vaga no cargo de vice-Presidente e responder a deficiências presidenciais, também foi um tema compartilhado entre o filme e a série. 24 e Air Force One usaram o mesmo set de uma outra série de televisão, The West Wing.

### Desenvolvimento de filme
A adaptação para o cinema de 24 foi originalmente planejada para o hiato entre as sexta e sétima temporadas. Os co-criadores da série Joel Surnow e Robert Cochran foram chamados para escrever o roteiro com o showrunner Howard Gordon. As filmagens teriam lugar em Londres, Praga e Marrocos. Os planos para o filme foram posteriormente colocados em espera. Kiefer Sutherland, explicou: "É impossível pedir aos escritores para trabalhar na série e, em seguida, chegar a um filme incrível que pode disparar no intervalo entre as temporadas".
Mais tarde foi decidido que o filme começaria após a conclusão da oitava e última temporada. Era para ser definida a localização na Europa. Joel Surnow, Robert Cochran, Howard Gordon, e Kiefer Sutherland iriam ser os produtores executivos do filme, e Billy Ray iria escrever o roteiro. As filmagens foi planejadas para começar no final de 2010 ou início de 2011.
Em abril de 2010, Kiefer Sutherland disse em uma entrevista em um evento do BAFTA em Londres que o roteiro foi concluído e ele seria lido em seu retorno aos Estados Unidos. Ele também disse que o filme vai ser uma representação de duas horas de um prazo de vinte e quatro horas por dia.

### Live Another Day

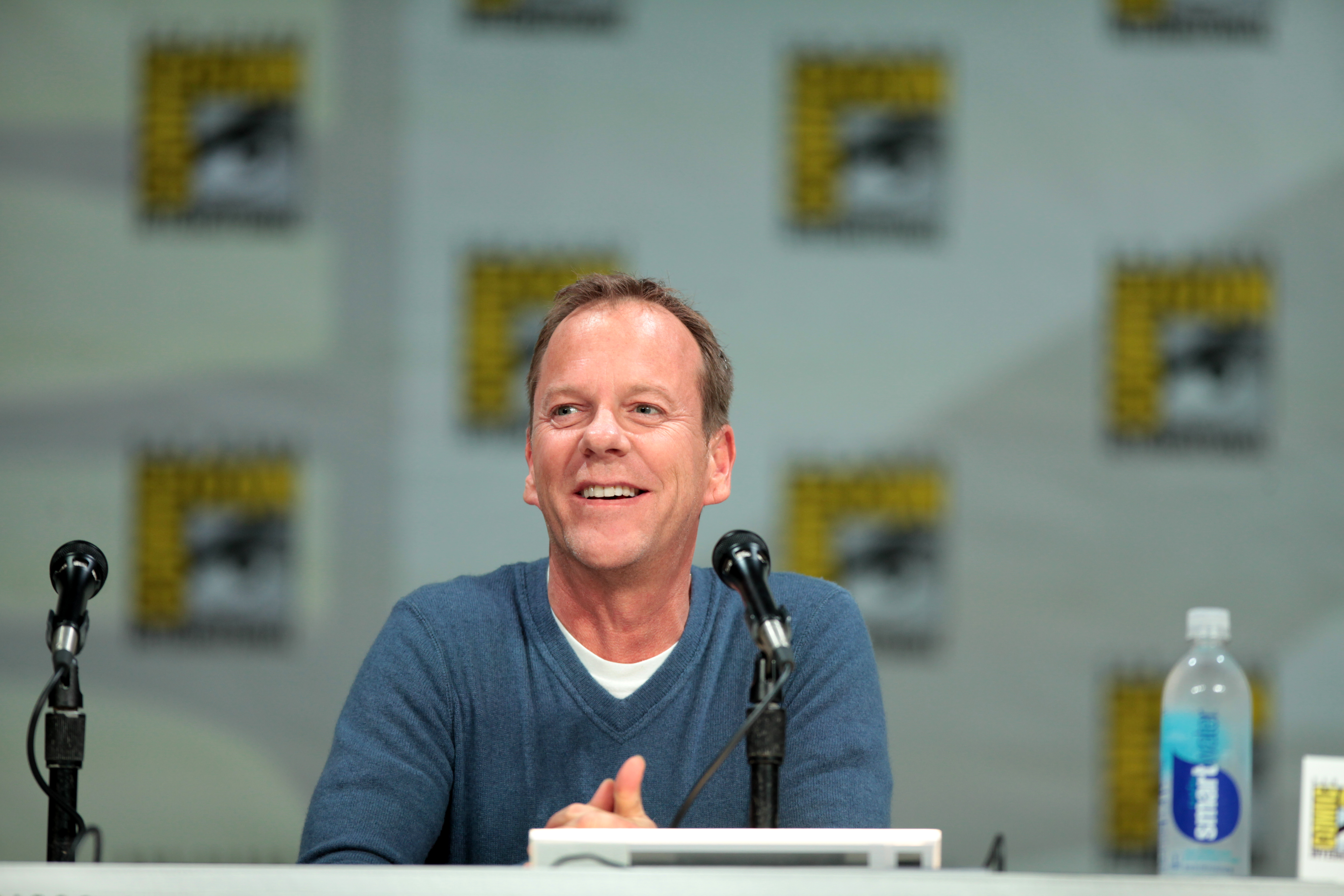
Sutherland no San Diego Comic Con International em 2014, discursando sobre 24: Live Another Day, Califórnia.

Em maio de 2013, Deadline.com primeiro informou que a Fox estava considerando um número limitado de "série de eventos" para 24 baseado em um conceito por Howard Gordon, após falha e esforços para produzir o filme 24 eo cancelamento de Kiefer Sutherland na série Touch. Na semana seguinte, a Fox anunciou oficialmente 24: Live Another Day, uma série limitada ao prazo de doze episódios que caracterizam o retorno de Jack Bauer. O CEO da Fox Kevin Reilly disse que a série seria, essencialmente, representada as doze horas "mais importantes" de uma típica temporada de 24, com saltos para a frente entre horas, conforme necessário. Na programação do evento, foi dito a produção para ter "um grande alcance e os melhores talentos e orçamentos de marketing top".
Em junho de 2013, foi anunciado que Jon Cassar assinou com a produtora executiva vários episódios diretos de Live Another Day, incluindo os dois primeiros. Produtores Executivos e roteiristas Robert Cochran, Manny Coto e Evan Katz também foram anunciados para retornar, com o Sean Callery retornando como o compositor de música para a série.
24: Live Another Day estreou em 5 de maio de 2014, na Fox. A série se passa quatro anos após os acontecimentos da oitava temporada, e adere ao conceito de tempo real original: A trama principal é definida entre as 11:00 e 22:50, com cada episódio correspondente a uma hora; No entanto, parte final do episódio final apresenta um salto de 12 horas permitindo a série juntar o período total de 24 horas de volta às 11:00 a.m.

### Legacy
Em janeiro de 2015, uma outra parcela da franquia foi lançada pelos produtores executivos Howard Gordon, Evan Katz, Manny Coto e Brian Grazer, que gira em torno de personagens coadjuvantes fixos, em vez de Kiefer Sutherland no papel principal. Em janeiro de 2016 , Fox anunciou que tinha encomendado um piloto para uma série spin-off intitulada 24: legacy, que apresenta um novo elenco, sem retorno de personagens. A série mantém o formato em tempo real, no entanto, consiste em 12 episódios, usando saltos no tempo para cobrir os eventos de um único dia. Stephen Hopkins, que dirigiu o piloto original e vários episódios primeira temporada de 24, dirigiu o piloto de legacy. Corey Hawkins e Miranda Otto irão jogar os dois personagens principais; Hawkins como Eric Carter, um herói militar de voltar para casa; e Otto como Rebecca Ingram, uma ex-chefe da CTU. O piloto está programado para estrear em 05 de fevereiro de 2017.

### Outras mídias
Uma quantidade significativa de meios adicionais relacionados com a série foi criada, incluindo a série spin-off distribuídos na Internet, como The Rookie e 24: Conspiracy, bem como um jogo de vídeo. Outros meios de comunicação inclui figuras de alguns dos personagens principais de ação, trilhas sonoras de ambas as séries e do jogo de vídeo, e uma série de novelas que cobrem diferentes eventos não cobertos na série. Além disso, um certo número de livros em-universo foram criados, bem como por trás dos livros cenas contendo informações sobre a forma como a série foi criado.

## Impacto e recepção

### Recepção crítica

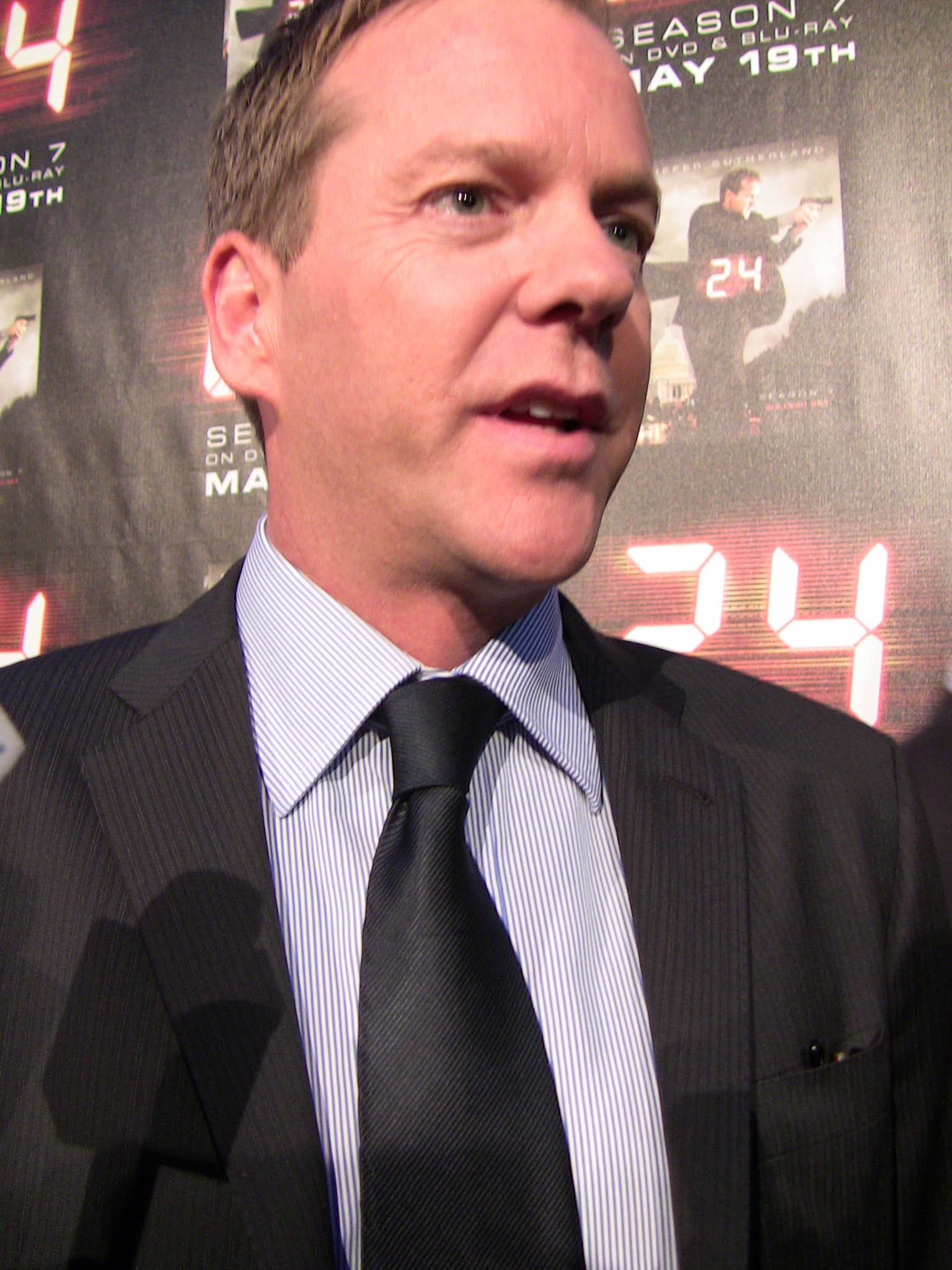
Kiefer Sutherland foi elogiado pela crítica por sua interpretação de Jack Bauer. O papel reviveu sua carreira, e ele ganhou muitos prêmios da indústria.

Ao longo de sua exibição, 24 foi frequentemente citada pelos críticos como uma das melhores séries da televisão.  A sua quinta temporada foi a temporada mais aclamada pela crítica, marcando comentários universalmente positivos dos críticos, com as últimas três temporadas, cada uma recebendo críticas geralmente favoráveis. 24 foi chamada inovadora com a Time afirmando que a série levou "a tendência da história de série 'arcos', que começaram com os anos 80 com dramas igual Hill Street blues e Wiseguy e que continuou em The West Wing e The Sopranos "para o " próximo nível " e outro crítico dizendo que " se sente como nenhum programa de TV que você já viu". A produção e qualidade da série tem sido frequentemente chamado de "filmlike" e melhor do que a maioria dos filmes. Também tem sido comparada a seriados de cinema à moda antiga, como The Perils of Pauline (1914).
A qualidade da atuação foi particularmente celebrada pelos críticos. Robert Bianco dos USA Today descreveu Kiefer Sutherland como indispensável para a série, e que ele tinha um "desempenho excelente". O desempenho de Dennis Haysbert como David Palmer foi aclamado pela crítica, com alguns acreditando que o personagem ajudou a campanha de Barack Obama. David Leonhart do The New York Times elogiou Gregory Itzin como o presidente Charles Logan, comparando seu personagem ao ex-presidente norte-americano Richard Nixon. The New York Times caracterizou a administração de Logan como "uma projeção dos nossos piores receios " do governo. A interpretação de Jean Smart  como Martha Logan na quinta temporada foi igualmente aclamada. A cena de abertura do personagem (no qual ela, insatisfeita com o seu penteado, ensopa a cabeça em uma pia) foi chamada de "a estreia mais memorável da história de um personagem em 24 ". Ain't It Cool News disse que "o papel de Kim na CTU é um antídoto excelente para aqueles que mantêm um desejo permanente da Elisha Cuthbert, mas pouca paciência para as atitudes de Kim Bauer.

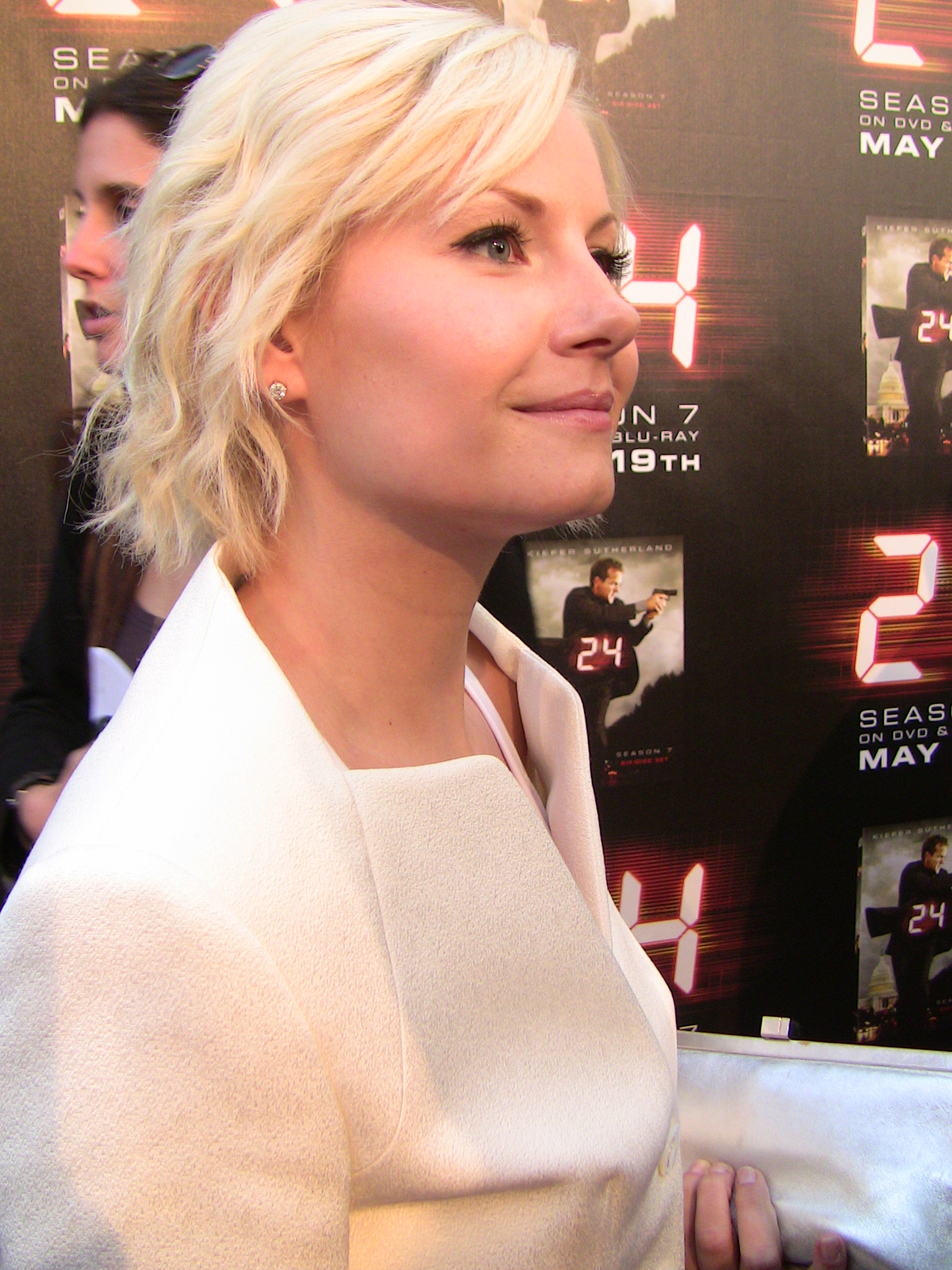
Elisha Cuthbert foi elogiada por sua atuação, porém criticada pelo seu papel de Kim Bauer.

Os críticos ficavam frequentemente desapontados com a dependência da série em subtramas pobres, especificamente a amnésia de Teri em uma temporada, enredo de Kim na segunda temporada, e história de Dana Walsh na oitava. O final da primeira temporada é visto por muitos críticos como um dos melhores episódios da série e é frequentemente citado como um dos "melhores final de temporada da televisão de todos os tempos".  A morte de Teri Bauer, foi votada pela TV Guide como a segunda morte mais chocante na história da televisão.
A série atraiu críticas significativas por suas representações de tortura, bem como a sua imagem negativa dos muçulmanos, bem como o personagem principal, Jack Bauer que retrata a tortura como normal, eficaz, aceitável e glamourosa, foi criticada por ativistas de direitos humanos, militares, e especialistas em questionamento e interrogatório, com as preocupações levantadas que os soldados norte-americanos estavam imitando técnicas mostradas na série. Em resposta a estas preocupações, membros das forças armadas dos Estados Unidos reuniu-se com os criadores da série. Em parte como resultado destas discussões e o apelo dos militares, para os criadores atenuar as cenas de tortura, uma vez que estava tendo um impacto sobre as tropas dos EUA, houve uma redução na tortura posteriormente.
A questão da tortura no seriado foi discutida pelo até então presidente Bill Clinton, que afirmou que ele não sente que há um lugar na política dos EUA para a tortura, mas "Se você é a pessoa Jack Bauer, você vai fazer o que você faz e você deve estar preparado para assumir as conseqüências." Supremo Tribunal de Justiça Antonin Scalia, durante uma discussão sobre o terrorismo, a tortura e a lei, se ofenderam com a observação de um juiz canadense que o Canadá," felizmente ", não considerou que o Jack Bauer fez quando a definição é de política. Ele teria respondido com uma defesa de Bauer, argumentando que os policiais merecem latitude em tempos de grande crise, e que nenhum júri condenaria Bauer nesses tipos de situações.
Após o final da série, Los Angeles Times caracterizou a série como "um poema épico, com Jack Bauer no papel de Odysseus ou Beowulf. O que significa que ele precisava ser monstros que lutam, não as pessoas, essencialmente decentes que fizeram uma péssima decisão. " O crítico chegou a dizer que o vilão Charles Logan encapsulado tudo o que "Jack e 24 lutou contra por tanto tempo: Corrupção política e covardia, o narcisismo e megalomania, crueldade e estupidez". Um revisor da BuddyTV disse que "eu vou lembrar do legado de 24 como um drama de ação que redefiniu o que a televisão serializada pode fazer e forneceu muitas reviravoltas chocantes e se transforma ao longo do caminho o maior deles, sendo o impacto real que a série teve na política externa americana". The New York Times disse "24 vai viver, possivelmente como um longa-metragem, e, certamente, nas salas de aula e nos livros didáticos. A série animava o discurso político do país de uma forma poucas outras têm, em parte porque ela trouxe à vida a ameaça bomba relógio que assombrava a facção Cheney do governo americano nos anos após 11 de setembro". O seriado foi declarado o sexto mais bem cotados para os primeiros dez anos do IMDb.com Pro (2002-2012).

## Exibição no Brasil
A série 24 Horas teve início no Brasil em março de 2002 pela Fox Brasil, com a segunda temporada estreando em fevereiro e as terceira, quarta e quinta temporadas começando novamente em março. Entretanto, em 2007 e 2009, a sexta temporada foi exibida a partir de abril. Em 2010, a oitava e última temporada começou a ser transmitida em março, numa janela de dois meses em relação à matriz americana do canal.
Na TV aberta, a série foi exibida pela primeira vez em janeiro de 2004 pela TV Globo, entre janeiro e março, substituindo as reprises do Programa do Jô. A partir de abril de 2004 passou a ser exibida aos domingos, após Sob Nova Direção, mas logo depois de seis meses foi tirada do ar. Em 2005 voltou a ser exibida a 3ª temporada, e em 2006 foi a vez da 4ª temporada. A 5ª temporada estreou em 1 de janeiro de 2007, e foi exibida somente entre janeiro e fevereiro. Em seguida, a emissora passou a exibir Lost, sempre depois do Jornal da Globo. O mesmo aconteceu na sexta temporada, levada ao ar em 2008.
Em janeiro de 2009, a série não foi transmitida em função do hiato causado pela greve de roteiristas. Em seu lugar, foram ao ar as duas primeiras temporadas de Prison Break, também adquirida pela Globo. 24 retomaria sua exibição regular em fevereiro de 2010, com episódios da sétima temporada. A oitava e última temporada estreou no sistema aberto brasileiro no dia 3 de Janeiro de 2011 na Rede Globo. Em março, a 1ª temporada começou a ser exibida na Band, as segundas, terças, quintas e sextas as 21:30.
Em julho de 2014, a TV Globo começou a exibir a 9ª e última temporada, que tem o sub-título de 'Live Another Day/ Viva um novo dia', aos domingos, logo após o programa Fantástico. Um detalhe na exibição da Globo é que a emissora exibia um compacto de dois episódios.

## Na cultura popular
A enorme popularidade de 24 levou o formato da série a ser parodiado em The Simpsons, South Park, American Dad!, entre outros.

## Prêmios e indicações
24 foi nomeada para e ganhou vários outros prêmios de televisão, incluindo os Prémios Emmy Awards, Globo de Ouro e Screen Actors Guild Awards. Ela é uma das únicas cinco séries de TV (juntamente com NYPD Blue, The West Wing, Breaking Bad e Homeland) que até hoje ganhou o Prêmio Emmy, o Globo de Ouro eo Satellite Award de Melhor Série Dramática.

"24  mudou a face da televisão -. Uma hora, um minuto, um segundo de cada vez. Esta é uma obra-prima da narrativa episódica e continua a lidar com as questões de cor brilhantes em guerra da América ao terror com um grau de dificuldade que está fora gráficos de televisão de hoje. Poderoso e envolvente, com personagens que estão mais plenamente realizados a cada temporada, a série ainda tem espectadores na borda de seus assentos, tanto fixos à ação e implorando, pedindo um pouco de alívio." 

24 foi indicada nas categorias de atuação, direção, redação, edição, som, trilha sonora, e coordenação dublê. O American Film Institute incluiu 24 na sua lista de "10 Programas de televisão do Ano 2005".
A série recebeu 68 indicações ao Emmy, com 20 vitórias. Ela recebeu indicações para Melhor Série Dramática no Emmys Primetime em 2002, 2003, 2004, 2005, e ganhou o prêmio em 2006. Kiefer Sutherland recebeu indicações em 2002, 2003, 2004, 2005, 2007 e 2009 (para 24: Redemption) e ganhou em 2006. Joel Surnow e Robert Cochran ganharam o prêmio de Melhor Roteiro de Série Dramática em 2002 para o episódio piloto. Compositor Sean Callery recebeu nove indicações para Melhor Composição musical para uma série, nomeado para cada temporada e 24: Redemption; ele ganhou em 2003, 2006 e 2010.
A quinta temporada da série foi o seu maior sucesso para prêmios, ganhando doze indicações ao Emmy e cinco vitórias, incluindo Melhor Série Dramática e Melhor Ator em Drama por Sutherland (depois de ter sido nomeado a cada ano anterior). Jon Cassar ganhou o prêmio de Melhor Diretor em Série de Drama, e Gregory Itzin e Jean Smart foi nomeada para Melhor Atriz Coadjuvante em Série Drama. Em 2009, Cherry Jones ganhou o prêmio de Melhor Atriz Coadjuvante em Série Drama.
A série recebeu doze nomeações ao Globo de Ouro com duas vitórias.  Ela recebeu indicações para Melhor Série Dramática em 2001, 2002, 2004, e 2006, vencendo em 2002,  e Sutherland recebeu indicações ao prêmio em 2002, 2003, 2005, 2006 e 2008 (por 24: Redemption), vencendo em 2002. Dennis Haysbert recebeu uma nomeação para Melhor Coadjuvante em 2002.
A série recebeu dez indicações ao Screen Actors Guild , com quatro vitórias. Foi nomeada para Melhor Performance de Elenco em Série Dramática em 2003, 2005, e 2007 no Screen Actors Guild Awards. Kiefer Sutherland foi nomeado em 2003, 2004, 2005, 2006, e 2007, vencendo em 2004 e 2006. Em 2008, a revista Empire classificou 24 como o sexto maior programa de televisão de todos os tempos. em 2013, a série foi listada como # 71 no The Writers Guild of America na lista das "101 Melhores Séries Escritas da TV".

## Canais de transmissão
| País             | Emissoras de televisão                     |
| ---------------- | ------------------------------------------ |
| África do Sul    | M-Net                                      |
| Alemanha         | RTL II                                     |
| Arábia Saudita   | Showtime Arabia, Tv Land, MBC 4 e Alrai TV |
| Argentina        | Fox e Canal 2                              |
| Austrália        | Channel Seven e FOX8                       |
| Áustria          | ORF e ATV                                  |
| Bélgica          | Kanaal 2 e RTL-TVi                         |
| Brasil           | Fox, Rede Globo e Band                     |
| Bulgária         | BTV                                        |
| Canadá           | Global Television Network e Télé-Québec    |
| Chile            | Megavisión e Canal Fox                     |
| Singapura        | MediaCorp TV Channel 5                     |
| Colômbia         | CityTV e Canal Fox                         |
| Coreia do Sul    | OCN, AXN e MBC                             |
| Croácia          | HRT                                        |
| Dinamarca        | TV2 e TV2 Zulu                             |
| Emirados Árabes  | TV Land e MBC 4                            |
| Eslováquia       | Slovak Television                          |
| Espanha          | Antena 3 e Fox                             |
| Estados Unidos   | Fox                                        |
| Filipinas        | RPN-9, ABS-CBN, Studio 23, AXN             |
| Finlândia        | MTV3, Subtv                                |
| França           | Canal+, TF1 e TF6                          |
| Grécia           | ANT1                                       |
| Países Baixos    | RTL 5 e RTL 7                              |
| Hong Kong        | TVB Pearl                                  |
| Hungria          | MTV                                        |
| Ilhas Faroe      | SvF                                        |
| Índia            | AXN                                        |
| Irlanda          | RTÉ Two e Channel 6                        |
| Islândia         | Stöð 2                                     |
| Israel           | Israel 10 e Xtra HOT                       |
| Itália           | Rete 4 e Fox                               |
| Japão            | Fuji TV e Fox Life Japan                   |
| Malásia          | NTV7, 8TV, TV3                             |
| México           | Canal Fox                                  |
| Noruega          | TV2                                        |
| Nova Zelândia    | TV3 e Sky 1                                |
| Panamá           | TVMax e Canal Fox                          |
| Paquistão        | Showtime Arabia's TV Land, TV Land e AXN   |
| Peru             | Channel 2                                  |
| Polônia          | Canal+ e Polsat                            |
| Portugal         | Fox crime e RTP2                           |
| Quênia           | Kenya Television Network                   |
| Reino Unido      | BBC Two, BBC Three, Sky One e Sky Three    |
| República Tcheca | TV NOVA                                    |
| Sérvia           | Pink                                       |
| Sri Lanka        | Channel One MTV                            |
| Suécia           | TV4                                        |
| Suíça            | SF zwei e Télévision Suisse Romande        |
| Tailândia        | AXN                                        |
| Taiwan           | Videoland MAX-TV                           |
| Turquia          | CNBC-e                                     |
| Venezuela        | RCTV e Canal Fox                           |